# Tet (svećenik)
Tet je bio drevni Egipćanin. Živio je tijekom 2. dinastije, te je služio božici rata Neit. U Abusiru je pronađena njegova vaza. O njemu se ništa više ne zna.